# 盐煎肉
盐煎肉，传统家常川菜。以猪后腿肉和蒜苗等原料炒制而成，肉片鲜嫩，具有浓厚的地方风味。盐煎肉在四川、重庆地区家喻户晓，是下酒佐餐的佳肴。
有别于回锅肉，盐煎肉一般不带皮，且技法上为生炒（回锅肉为熟炒）。

## 常用材料
- 食材：猪后腿肉，蒜苗（即青蒜）或青椒
- 辅料：豆豉，豆瓣酱，姜末，黄酒，酱油，味精[2]